# Aufstehhilfe

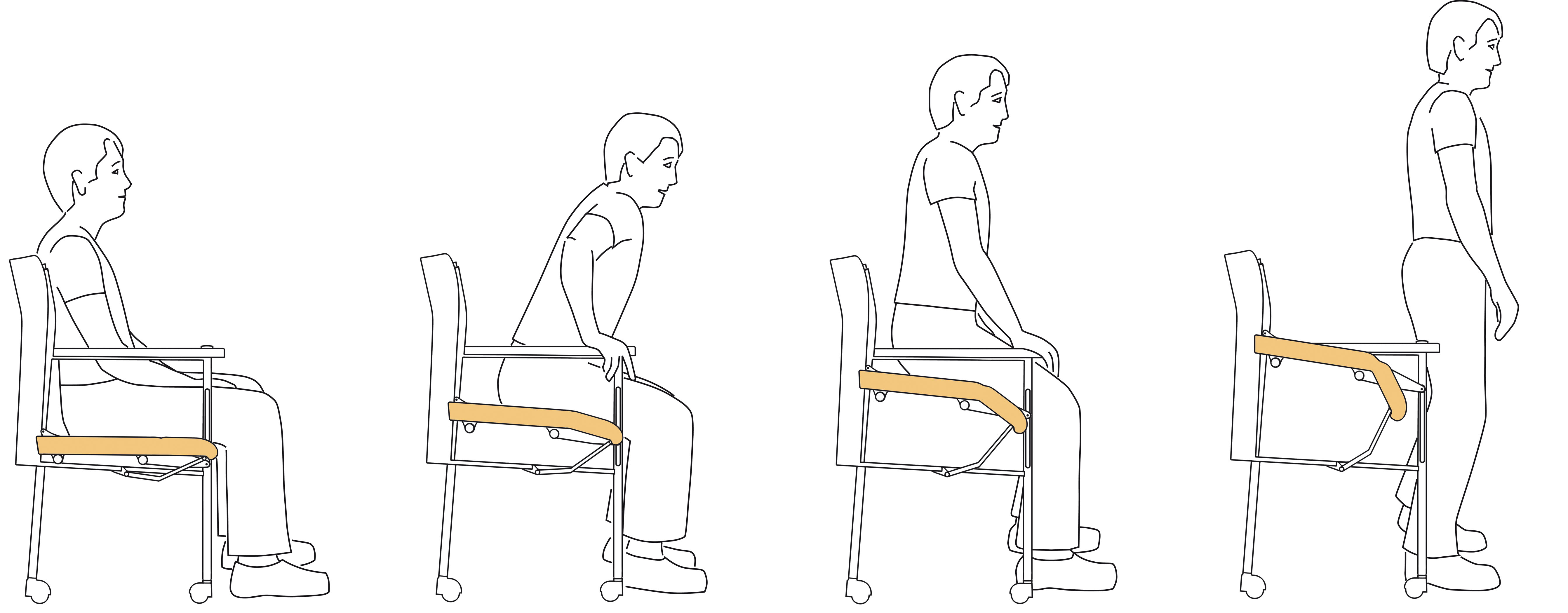
Stuhlsitz mit pneumatischem Hebemechanismus der Sitzfläche

Als Aufstehhilfe werden Geräte bezeichnet, die einer körperbehinderten Person das Aufstehen aus einer tiefen Sitz- oder Liegeposition ermöglichen oder erleichtern sollen. Es gibt ein weites Spektrum unterschiedlicher Gerätearten.

## Ausführungsarten
- Starre Haltegriffe an Betten sind leiterartige Aufsätze zur Montage an Bett-Seitenkanten. Der im Bett liegende Mensch kann sich mit eigener Körperkraft in die sitzende Position auf die Bettkante bringen. Den Bewegungsvorgang vom Sitzen zum Stehen kann er sich hierdurch ebenfalls vereinfachen. Bei vielen Krankheitsbildern bzw. in bestimmten Phasen von Krankheiten ist dies eine sinnvolle Unterstützung.
- Aufstehbetten sind Pflegebetten mit der Zusatzfunktion, den im Bett Liegenden durch Anwinkeln und Drehen des Lattenrostes in die Sitzposition (Füße neben dem Bett auf dem Fußboden) zu bringen. Mit dem entsprechenden Vorgang kann sich der sitzende Mensch auch in die Liegeposition bringen. In der sitzenden Position kann das Aufrichten des Körpers in die Stehposition durch Anheben der Sitzfläche (ähnlich wie beim Aufstehsessel) wesentlich unterstützt werden. Bei vielen Krankheitsbildern (Parkinson, Multiple Sklerose (MS), Amyotrophe Lateralsklerose (ALS), Schlaganfall usw.) führt diese Gesamtfunktion aus Pflegebett und Dreh-, Sitzfunktion zu einer erheblich längeren Selbstständigkeit bzw. zur starken Erleichterung der Pflege.
- Mobile Ständer mit Bodentrittflächen, Kniestützpolster und Haltegriffen werden an Sitzmöbeln und Toilettenbecken benutzt. Der Benutzer stellt die Füße auf die Grundplatte und zieht sich an den hochgelegenen Handgriffen hoch. Die Kniestützpolster verhindern ein Durchsacken nach vorn. Auch ein elektrischer Hilfsantrieb kann hier zur Anwendung kommen.
- Mobile oder festmontierte Ständer mit Sitzplatte und elektrischem Antrieb unterstützen den Aufsteh-/Hinsetzvorgang auf Bodenniveau z. B. bei Bodengymnastik durch Anheben, Senken der Sitzfläche, die bei der Hubbewegung zusätzlich eine nach vorn gerichtete Vorschubbewegung ausüben kann, die das Aufstehen zusätzlich unterstützt.
- Zusatzgeräte als auflegbare Sitzflächen oder Antriebs-Untersätze von Sesseln und Stühlen heben die Sitzfläche insgesamt und besonders die hintere Kante nach oben und vorn an und unterstützen den Aufstehvorgang. Der Antrieb erfolgt mit Federkraft, Gasdruckfedern oder elektrischem Antrieb.
- Sessel mit eingebauter Aufstehhilfe verfolgen das gleiche Prinzip wie die oben beschriebenen Zusatzgeräte. Sind jedoch schon ab Werk damit ausgestattet („Aufstehsessel“)
- Am PKW-Fahrersitz dienen Sitze mit Hubantrieb (Hubsitz) oder zusätzlich am Türholm angebrachte Sitzplatten mit elektrischer Hebeeinrichtung als Aufstehhilfe für körperbehinderte PKW-Benutzer.

## Aufstehhilfen als Gegenstand der Hilfsmittelversorgung
Im deutschen Hilfsmittelverzeichnis der Gesetzlichen Krankenversicherung sind Aufstehhilfen mit der folgenden Zuordnung aufgelistet:
In der Produktgruppe 22 (Mobilitätshilfen)
- Anwendungsort 29, Ganzkörper
  - Produktuntergruppe 02, Aufstehhilfen/-vorrichtungen für Sessel/Stühle
    - Produktart 1000-1999, Aufstehgestelle
    - Produktart 2001, elektrische Aufstehhilfe LYFTY

Die medizinischen Indikation laut Hilfsmittelverzeichnis ist:
„Erhebliche Funktionsbeeinträchtigung (Gelenke und Muskulatur) der unteren Extremität bei vorhandener Steh- und Restgehfähigkeit, mit der Unfähigkeit, alleine aufstehen zu können. Voraussetzung ist die noch ausreichende Gebrauchsfähigkeit der oberen Extremität und die erhaltene Rumpffunktion.“
In der Produktgruppe 33, (Toilettenhilfen)
- Anwendungsort 40, Häuslicher Bereich
  - Produktuntergruppe 03, Toilettenaufstehhilfen,
    - Produktart 0000-0999, Toilettenaufstehhilfe, manuell
    - Produktart 1000-1999, Toilettenaufstehhilfe, elektrisch

Für spezielle Toilettenaufstehhilfen mit manuellem Betrieb lautet die Indikation:
„Krankheitsbilder oder Behinderungen mit deutlich eingeschränkter Fähigkeit des Hinsetzens und Aufstehens, die es dem Versicherten unmöglich machen, herkömmliche WC-Becken, auch mit Toilettensitzen und Toilettenstützgestellen, zu nutzen.“
Elektrisch betriebene Toilettenaufstehhilfen unterstützen den Aufsteh-/Hinsetzvorgang durch Anheben, Senken der Sitzfläche durch einen Elektromotor. Die Sitzfläche führt bei der Hubbewegung eine nach vorn gerichtete Vorschubbewegung aus, die das Aufstehen zusätzlich unterstützt. Für elektrisch betriebene Geräte gilt zusätzlich zur Indikation: „Der Einsatz von elektrisch betriebenen Toilettenaufstehhilfen kommt daher nur für Versicherte mit erheblichen Funktionseinschränkungen der unteren und oberen Extremitäten in Betracht.“
In der Produktgruppe 33 (Toilettenhilfen) haben die „Toilettenstützgestelle“ eine sehr ähnliche Funktion, sind aber aufgrund der „Gestell“-Charakteristik separat eingeordnet als
- Anwendungsort 40 (Häuslicher Bereich)
  - Produktuntergruppe 02 (Toilettenstützgestelle)
    - Produktart 0000-0999 (Toilettenstützgestelle).

Zur Indikation wird gesagt: „Krankheitsbilder oder Behinderungen die es dem Versicherten unmöglich machen, aufgrund mangelnder Fähigkeit zum Aufrichten und/oder Hinsetzen, herkömmliche WC-Becken, auch mit einer Toilettensitzerhöhung ohne Armlehnen, zu nutzen.“
Aufstehbetten sind im Hilfsmittelkatalog der gesetzlichen
Krankenkassen gelistet unter:
Produktgruppe 19 (Krankenpflegeartikel)
- - Anwendungsort 40, Häuslicher Bereich
    - Produktuntergruppe 03, Bettzurichtungen
      - Produktart 3001

Pflegekassen gelistet unter:
Produktgruppe 50 (Pflegehilfsmittel zur Erleichterung der Pflege)
- - Anwendungsort 45, Pflegebereich
    - Produktuntergruppe 03, Bettzurichtungen zur Pflege-Erleichterung
      - Produktart 3001

Eine Verordnung eines Aufstehbettes kommt dann in Betracht, wenn
- die Indikationsstellung für einen Einlegerahmen bzw. ein Bett mit Liegehöhenverstellung gegeben ist
- die Ausstattung mit einer Schwenk- sowie Sitzfunktion der Liegefläche erforderlich ist
- andere Maßnahmen oder alternative Versorgungsmöglichkeiten ausscheiden
- durch das Produkt ein selbständiges Aufsuchen/Verlassen des Bettes durch den Versicherten möglich ist.

## Aufstehhilfen in der Hilfsmittel-Datenbank von REHADAT
Rehadat führt in der Hilfsmittel-Datenbank Aufstehhilfen unter den folgenden Klassen der DIN EN ISO 9999 auf:
- 12 – Hilfsmittel für die persönliche Mobilität
  - 12 31 – Transfer- und Wendehilfen
  - 12 36 – Hebehilfen

und
- 18 – Mobiliar und Hilfen zur Wohnungs- und Gebäudeanpassung
  - 18 09 – Sitzmöbel
    - 18 09 12 – Stühle und Sitze mit Aufstehhilfe